# 莫雅
莫雅（英語：Ryan Moore；1983年9月18日—），是英國騎師。

## 簡歷
莫雅出身於賽馬家族，其父親是英國練馬師Gary Moore（莫加利），而其兩名弟弟是跳欄賽騎師，一名是業餘和兩名是職業。莫雅出道早期亦是跳欄騎師，其後他轉戰平地賽，並於2003年憑勝出52場頭馬成為英國冠軍見習騎師。
莫雅從騎以來，在世界各地，包括：英國、法國、德國、意大利、愛爾蘭、美國、加拿大、香港、日本、阿聯酋、澳洲等地均勝出不少重要大賽，迄今在十一個國家合共勝出一百四十場一級賽。由於他騎功出色，故被冠以「天下第一高手」之美譽。
2014年，莫雅在浪琴錶贊助的全球最佳騎師獎積分榜上取得94分，以6分壓過蘇銘倫，榮膺首屆全球最佳騎師獎。2016年，他在積分榜取得166分，以68分之大幅度分差拋離次席的蘇銘倫，再度榮膺該項殊榮。2021年，莫雅合共勝出六場全球100大國際一級賽，包括：香港瓶、阿喬斯短途錦標、威爾斯親王錦標、鑽禧錦標、日蝕大賽及愛爾蘭冠軍錦標，結果他累積112分，以8分之差擊敗布宜學，繼2014年及2016年後第三度榮膺浪琴錶全球最佳騎師獎 。
2015年，莫雅接替掛靴的岳本賢，成為岳伯仁巴利多爾馬房古摩亞陣營的首席騎師。

## 在港主要策騎事跡
2009年4月26日，莫雅在沙田馬場憑策騎「百威勝」勝出，攻下一級賽女皇盃，個人首度在港勝出頭馬及一級賽錦標。
2009年12月9日，莫雅在跑馬地馬場國際騎師錦標賽上陣，他在尾關賽事憑策騎葉楚航馬房的「明駿之寶」勝出，雖然他未能在其餘兩關取得任何分數，但他與李慕華及莫狄同得12分，結果三人一同贏得國際騎師錦標賽，令他首度勝出該項錦標賽冠軍。
2010年12月8日，莫雅再度在跑馬地馬場國際騎師錦標賽上陣，當天他分別在頭關賽事及尾關賽事憑策騎苗禮德馬房的「勁擊」和葉楚航馬房的「利好」勝出，結果他累積24分，連續兩年勝出國際騎師錦標賽。
2015年-2016年度馬季，莫雅多次來短期客串，期間合共取得16場頭馬勝仗，當中他分別於1月24日及2月21日憑策騎蔡約翰馬房的「首飾太陽」攻下香港經典一哩賽和香港經典盃兩項四歲馬系列經典賽。
2018年3月18日，莫雅於沙田馬場策騎蔡約翰馬房的「平海福星」角逐香港打吡大賽，賽前此駒只曾在港勝出三場1400米賽事，未曾在1800米以上途程角逐，亦未在前兩關賽事香港經典一哩賽和香港經典盃中上陣，一度令人質疑「平海福星」是否擁有2000米長力及大賽經驗不及其他對手。不過，莫雅在該仗發揮出色，座騎在他胯下於早段輕鬆留至最後，進入直路後「平海福星」以勁勢衝刺，並在最後四百米造出比同場各駒中最快的末段時間21.99秒的段速，最終「平海福星」以超過一個馬位之先擊敗亞軍「星洲司令」，替莫雅首度攻下香港打吡大賽。至於「平海福星」在該仗締速2分01.18秒，亦是自香港打吡大賽改於2000米途程舉行後十九屆以來最快的頭馬時間。
2020年12月13日，莫雅於沙田馬場第5場賽事憑策騎日本代表馬匹「野田重擊」攻下香港短途錦標，成為繼巫斯義、莫雷拉及潘頓後第四位全數勝出香港國際賽事全部四項大賽冠軍（香港短途錦標、香港一哩錦標、香港盃及香港瓶）的騎師。

## 主要勝出賽事
英國
- 英國冠軍雌馬錦標（英语：British Champions Fillies and Mares Stakes） - (5) - Mazuna (2004)、星光水晶 (2008、2010)、紫陽花 (2017)、變魔術（英语：Magical (horse)） (2018)
- 英國國際錦標 - (3) - 莫企圖 (2006)、 日出之國（英语：Japan (horse)） (2019)、名戰古城 (2024)
- 日蝕大賽 - (5) - 莫企圖 (2007)、金教堂 (2021)、帕丁頓 (2023)、名戰古城 (2024)、懾人巨作 (2025)
- 古活盃（英语：Goodwood Cup） - (3) - Allegretto (2007)、饒舌達人（英语：Kyprios (horse)） (2022、2024)
- 加冕盃（英语：Coronation Cup） - (5) - 請問（英语：Ask (horse)） (2009)、聖堂 (2011)、高地之舞 (2017)、盧森堡（英语：Luxembourg (horse)） (2024)、唯妙唯肖 (2025)
- 杜何斯特錦標（英语：Dewhurst Stakes） - (4) - 樂聖 (2009)、 空軍藍 (2015)、 邱吉爾（英语：Churchill (horse)） (2016)、海軍旗幟 (2017)、名戰古城 (2023)
- 英皇錦標 - (2) - 水到渠成（英语：Conduit (horse)） (2009)、高地之舞 (2016)
- 英國打吡大賽 - (4) - 勞動力（英语：Workforce (horse)） (2010)、 世界霸主 (2013) 、多產巨匠（英语：Auguste Rodin (horse)） (2023)、名戰古城 (2024)
- 英國橡樹大賽 - (5) - 飛雪仙蹤 (2010)、各管各（英语：Minding (horse)） (2016)、心之所慕（英语：Love (horse)） (2020)、戰神日 (2022)、Minnie Hauk (2025)
- 英國一千堅尼 - (4) - 皇后凱旋 (2012)、 一氣呵成 (2015)、 各管各（英语：Minding (horse)） (2016)、心之所慕（英语：Love (horse)） (2020)
- 雅士谷金盃 - (4) - 估計（英语：Estimate (horse)） (2013)、 佐治勳章（英语：Order of St George (horse)） (2016)、饒舌達人（英语：Kyprios (horse)） (2022、2024）
- 法爾曼斯錦標（英语：Falmouth Stakes） - (3) - 不可或缺（英语：Integral (horse)） (2014)、 愛思泉湧（英语：Alice Springs (horse)） (2016) 、果占卷（英语：Roly Poly (horse)）  (2017)
- 太陽戰車錦標（英语：Sun Chariot Stakes） - (3) - 不可或缺（英语：Integral (horse)）  (2014)、 愛思泉湧（英语：Alice Springs (horse)） (2016) 、果占卷（英语：Roly Poly (horse)） (2017)
- 加冕錦標 - (2) - 利先來 (2014) 、 寒冬臘月（英语：Winter (horse)） (2017)
- 約克橡樹大賽（英语：Yorkshire Oaks） - (4) - 織錦牆氈 (2014)、心之所慕（英语：Love (horse)） (2020)、雪滿天（英语：Snowfall (horse)） (2021)、滿足 (2024)
- 雌馬一哩賽（英语：Fillies' Mile） - (3) - 各管各（英语：Minding (horse)） (2015)、杜鵑花 (2016)、依蘭芳菲 (2023)
- 英國二千堅尼 - (2) - 教堂峽谷 (2015)、 邱吉爾（英语：Churchill (horse)） (2017)
- 聖詹姆士皇宮錦標 - (3) - 教堂峽谷 (2015) 、大競賽場（英语：Circus Maximus (horse)） (2019)、帕丁頓 (2023)
- 薩塞克斯錦標（英语：Sussex Stakes） - (2) - 啹喀兵 (2016)、帕丁頓 (2023)
- 女皇伊利沙伯二世錦標（英语：Queen Elizabeth II Stakes） - (1) - 各管各（英语：Minding (horse)） (2016)
- 蘭秀錦標（英语：Nassau Stakes） -  (5) - 各管各（英语：Minding (horse)） (2016)、 寒冬臘月（英语：Winter (horse)） (2017)、珍稀藍鑽 (2020)、歌劇女聲 (2024)、旋乾轉坤 (2025)
- 女皇伊利沙伯二世禧年錦標 - (3) - 晨光男兒 (2016)、貿易貨輪 (2018)、流連夢境 (2021)
- 英聯邦盃 - (1) - 巴洛妙筆（英语：Caravaggio (horse)） (2017)
- 聖烈治錦標 - (3) - 卡帕利島 (2017)、 植物園（英语：Kew Gardens (horse)） (2018)、浪接浪 (2023)
- 威爾斯親王錦標 - (3) - 高地之舞 (2017)、心之所慕（英语：Love (horse)） (2021)、多產巨匠（英语：Auguste Rodin (horse)） (2024)
- 奇發里園錦標（英语：Cheveley Park Stakes） - (3) - 愛心奇美 (2017)、暗色主義（英语：Tenebrism (horse)） (2021)、維多湖 (2024)
- 威騰未來錦標（英语：Vertem Futurity Trophy） - (3) - 碩信尚武 (2017)、盧森堡（英语：Luxembourg (horse)） (2021)、多產巨匠（英语：Auguste Rodin (horse)） (2022)
- 樂景傑錦標（英语：Lockinge Stakes） - (1) - 杜鵑花 (2018)
- 七月盃（英语：July Cup） - (2) - 海軍旗幟 (2018)、十英鎊 (2019)
- 女皇安妮錦標 - (1) - 大競賽場（英语：Circus Maximus (horse)） (2020)
- 中央公園錦標（英语：Middle Park Stakes） - (1) - 爭雄掠寶 (2022)

- 水車礁石錦標（英语：Mill Reef Stakes） - (2) -  佳力達 (2004)、 Cool Creek (2005)
- 慶典一哩錦標（英语：Celebration Mile） - (3) - Chic (2005)、Echelon (2007) 、Zacinto (2009)
- 飛徹特斯錦標（英语：Flying Childers Stakes） - (2) - Godfrey Street (2005)、Heartache (2017)
- 蘭開夏郡橡樹大賽（英语：Lancashire Oaks） - (1) - Allegretto (2006)
- 約克錦標（英语：York Stakes） - (1) - Best Alibi (2006)
- 莉莉雌馬錦標（英语：Lillie Langtry Stakes） - (1) - Hi Calypso (2007)
- 香檳錦標（英语：Champagne Stakes (Great Britain)） - (1) - McCartney (2007)
- 帕克山錦標（英语：Park Hill Stakes） - (2) - Hi Calypso (2007)、Allegretto (2008)
- 英皇佐治錦標（英语：King George Stakes） - (2) - 萬豪小子 (2007)、京畿地膽（英语：Kingsgate Native） (2009)
- 太子妃錦標（英语：Princess of Wales's Stakes） - (4) - 教皇訓令 (2007)、 佛醫生 (2009)、 星光水晶 (2011)、 繁花似錦 (2012)
- 肯格福錦標（英语：Hungerford Stakes） - (1) - 小柏高 (2008)
- 約克公爵錦標（英语：Duke of York Stakes） - (2) - Assertive (2008)、構想所在 (2025)
- 米德爾頓錦標（英语：Middleton Stakes） - (2) - Promising Lead (2008)、星光水晶 (2009)
- 達利亞錦標（英语：Dahlia Stakes） - (6) - Heaven Sent (2008、2009)、 草莓甜酒 (2010)、 冷艷伊人（英语：Dank (horse)） (2013)、 Bragging (2015)、 原因不明 (2017)
- 神殿錦標（英语：Temple Stakes） - (2) - 快馬精神 (2008)、京畿地膽（英语：Kingsgate Native） (2010)
- 東帝錦標（英语：Dante Stakes） - (3) - 花格名駒 (2008)、嘉登行宮 (2011)、幻想大亨（英语：The Grey Gatsby） (2014)
- 女皇瓶賽（英语：Queen's Vase） - (6) - Patkai (2008)、 估計（英语：Estimate (horse)） (2012)、 高聳入雲 (2015)、植物園（英语：Kew Gardens (horse)） (2018)、聖雅之路 (2020)、大草原州 (2024)
- 倫斯度盃（英语：Lonsdale Cup） - (1) - 無敵勇將 (2009)
- 約克市錦標（英语：City of York Stakes）  - (1) - 爭持不下 (2009)
- 克斯利錦標（英语：Huxley Stakes） - (8) - 佛醫生 (2009)、 盼黎明 (2011)、 Marcret  (2012)、原始森林  (2016)、多維小城 (2017)、軍械庫 (2021)、堅石 (2022)、海角遠景 (2023)
- 唐卡士打盃（英语：Doncaster Cup）  - (4) - 無敵勇將 (2009)、 Times Up (2013)、 估計（英语：Estimate (horse)） (2014)、 何必選擇 (2018)
- 約克郡金盃（英语：Yorkshire Cup (horse race)） - (4) - 請問（英语：Ask (horse)） (2009)、 Gospel Choir (2014)、 漫天飄雪 (2015)、 行政小區 (2017)
- 喬爾錦標（英语：Joel Stakes） - (3) - 爭持不下 (2009)、歲月洗禮 (2015)、巨獅嶺 (2016)
- 七月錦標（英语：July Stakes） - (2) - Libranno (2010)、神態活現 (2024)
- 夏域錦標（英语：Hardwicke Stakes） - (6) - 無敵先鋒 (2010)、 盼黎明 (2011)、 碧海映月 (2012)、 千里鏡 (2014)、 晶瑩汪洋 (2018)、波爾明（英语：Broome (horse)） (2022)
- 劍橋公爵錦標（英语：Duke of Cambridge Stakes） - (2) - 草莓甜酒 (2010)、 不可或缺（英语：Integral (horse)） (2014)
- 高雲地利錦標（英语：Coventry Stakes） - (5) - Power (2011)、 巴洛妙筆（英语：Caravaggio (horse)） (2016)、亞利桑那 (2019)、古都名河 (2023)、雪嶽區 (2025)
- 里諾斯錦標（英语：Lennox Stakes） - (1) - 駕世威 (2013)
- 獲狄嘉錦標（英语：Great Voltigeur Stakes） - (3) - 千里鏡 (2013)、浪接浪（英语：Continuous (horse)） (2023)、南加名城 (2024)
- 超級錦標（英语：Superlative Stakes） - (3) - 星爾頓 (2013)、 象徵畫風 (2017)、名戰古城 (2023)
- 利治蒙錦標（英语：Richmond Stakes） - (2) - 莎夏名駒 (2013)、地面軍隊 (2018)
- 英皇愛德華七世錦標（英语：King Edward VII Stakes） - (3) - 名山之星 (2013)、日出之國（英语：Japan (horse)） (2019)、換崗儀式 (2022)
- 劍橋公爵夫人錦標（英语：Duchess of Cambridge Stakes） - (3) - 阿族帝后 (2014)、 果占卷（英语：Roly Poly (horse)） (2016) 、愛心奇美 (2017)
- 英國賽馬會錦標（英语：Jockey Club Stakes） -  (3) - Gospel Choir (2014)、氣層上界 (2016)、七重天 (2017)
- 瑪麗皇后錦標（英语：Queen Mary Stakes） - (2) - 阿卡普城 (2015)、純愛 (2025)
- 列普谷錦標（英语：Ribblesdale Stakes）  - (6) - 玲瓏曲線 (2015)、晩禱 (2016)、巫師杖 (2018)、熱心 (2023)、飛仙港 (2024)、伊甸樂園 (2025)
- 諾福錦標（英语：Norfolk Stakes (Great Britain)） - (3) - 華特魯橋 (2015)、蘇語國度 (2017)、演化論 (2025)
- 葡萄酒錦標（英语：Vintage Stakes） - (2) - 戰爭政令 (2016)、馳騁戰場 (2020)
- 英國冠軍長途盃（英语：British Champions Long Distance Cup） - (2) - 佐治勳章（英语：Order of St George (horse)） (2017)、饒舌達人（英语：Kyprios (horse)） (2024)
- 雷凡錦標（英语：Lowther Stakes） - (1) - 神仙樂土 (2018)
- 沙丘園一哩賽（英语：Sandown Mile） - (1) - Lights On (2022)

- 威望錦標（英语：Prestige Stakes） - (1) -  Dubai Surprise (2004)
- 杜拜國際機場世界錦標 - (2) - 蹄特靈 (2004、2005)
- 卓越一哩錦標（英语：Superior Mile） - (1) -  凌駕力 (2005)
- 夏季錦標（英语：Summer Stakes） - (1) -  Lucky Spin (2005)
- 威勇錦標（英语：Valiant Stakes） - (3) - Echelon (2005)、Strawberrydaiquiri (2009)、蘇拉 (2011)
- 純種馬錦標（英语：Thoroughbred Stakes） - (4) -  Forward Move (2005)、 Zacinto (2009)、 小刀鋸木 (2017)、勝仗之約 (2020)
- 思蘭錦標（英语：Zetland Stakes） - (3) -  Under the Rainbow (2005)、 駕翠 (2010)、 植物園（英语：Kew Gardens (horse)） (2017)
- 亨利二世錦標（英语：Henry II Stakes） - (1) - 鎢絲之光 (2006)
- 聖西蒙錦標（英语：St. Simon Stakes） - (1) - Short Skirt (2006)
- 冬山錦標（英语：Winter Hill Stakes） - (2) - 傳奇英雄 (2006)、 Queen's Best (2007)
- 傑菲弗里爾錦標（英语：Geoffrey Freer Stakes） - (3) - Admiral's Cruise (2006)、教皇訓令 (2007)、神山 (2012)
- 王權錦標（英语：Sceptre Stakes） - (3) - Silver Touch (2006)、Medley (2007)、音樂盒 (2017)
- 達利錦標（英语：Darley Stakes） - (2) - Stage Gift (2006)、電視喜劇 (2008)
- 費德達寧錦標（英语：Fred Darling Stakes） - (2) - Nasheej (2006)、 李所當言 (2016)
- 金柏蘭舍錦標（英语：Cumberland Lodge Stakes） -  (1) - 請問（英语：Ask (horse)） (2007)
- 甜索利那錦標（英语：Sweet Solera Stakes） - (1) - Albabilia (2007)
- 瑪嘉烈公主錦標（英语：Princess Margaret Stakes） - (4) - Visit (2007)、Soraaya (2010)、星女兒 (2017)、醞釀 (2024)
- 雅琴錦標（英语：Acomb Stakes） - (3) - Fast Company (2007)、新王朝 (2022)、冬季獅 (2024)
- 約翰親王錦標（英语：John of Gaunt Stakes） - (3) - 名貴禮物 (2008)、 Main Aim  (2009、2010)
- 哥頓錦標（英语：Gordon Stakes） - (6) - 水到渠成（英语：Conduit (horse)） (2008)、 無敵先鋒 (2009)、 叛軍 (2010)、 海洋水晶 (2017) 、 業界巨頭（英语：Mogul (horse)） (2020)、 唯妙唯肖 (2024)
- 哥頓李察錦標（英语：Gordon Richards Stakes） - (6) - 請問（英语：Ask (horse)） (2008)、 花格名駒 (2009)、玻璃杯琴(2010）、海洋水晶 (2018、2019)、Okeechobee (2024)
- 車士達銀瓶（英语：Chester Vase） - (9) - 佛醫生 (2008)、 瑰寶灘 (2011)、 世界霸主 (2013)、 Orchestra (2014)、 肖像名師 (2015)、 巡邏兵 (2016)、 海旁巿集 (2017)、換崗儀式 (2022)、Lambourn (2025)
- 橡樹錦標（英语：Oak Tree Stakes） - (3) - Visit (2008)、 皇家領域 (2012)、 火神姬 (2025)
- 公主錦標（英语：Princess Royal Stakes） - (2) - 星光水晶 (2008)、Astonishing (2013)
- 至尊錦標（英语：Sovereign Stakes） - (2) - Ordnance Row (2008)、 芭蕾匯演 (2017)
- 薩默維爾錦標（英语：Somerville Tattersall Stakes） - (3) - Ashram (2008)、 航空首都 (2019)、秘方妙丹 (2022)
- 三月錦標（英语：March Stakes） - (1) -  滿利恩 (2009)
- 夏活錦標（英语：Hackwood Stakes） - (1) - High Standing (2009)
- 薩嘉羅錦標（英语：Sagaro Stakes） - (2) - Patkai (2009)、 估計（英语：Estimate (horse)） (2013)
- 愛特蘭塔錦標（英语：Atalanta Stakes） - (3) - 草莓甜酒 (2009)、不可或缺（英语：Integral (horse)） (2013)、至真至誠 (2018)
- 留存盃（英语：Legacy Cup） - (2) - Doctor Fremantle (2009)、名山之星 (2014)
- 漢普頓宮錦標（英语：Hampton Court Stakes） - (5) - 玻璃杯琴 (2009)、原始森林 (2014)、狩獵號角 (2018)、將王 (2020)、頂級學院 (2025)
- 頂級錦標（英语：Supreme Stakes） - (2) - Ordnance Row (2009)、托羅出擊 (2021)
- 格拉咸錦標（英语：Greenham Stakes） - (1) - 大盜迪克 (2010)
- 澤西錦標（英语：Jersey Stakes） - (1) - Rainfall (2010)
- 約翰史密夫銀盃（英语：John Smith's Silver Cup Stakes） - (1) - 	Free Agent (2010)
- 奧蒙特錦標（英语：Ormonde Stakes） - (6) - 無敵先鋒 (2010)、 聖堂 (2011)、 行政小區 (2016)、 愛達荷州 (2018)、日出之國（英语：Japan (horse)） (2021)、 海角遠景 (2024)
- 卡拉芬錦標（英语：Craven Stakes） - (3) - Elusive Pimpernel (2010)、 號角騎兵 (2012)、 托摩亞 (2014)
- 約翰布特錦標（英语：John Porter Stakes） - (3) - 無敵先鋒 (2010)、 革命之春 (2015)、 行政小區 (2016)
- 準則錦標（英语：Criterion Stakes） - (1) - 力霸龍 (2011)
- 格烈准將錦標（英语：Brigadier Gerard Stakes） - (7) - 勞動力（英语：Workforce (horse)） (2011)、 嘉登行宮 (2012)、歲月洗禮 (2016)、 獨斷專行 (2017)、 詩人之言 (2018)、 莊嚴真相 (2019)、月桂橋 (2022)
- 慕絲多拉錦標（英语：Musidora Stakes） - (3) - Liber Nauticus (2013)、雪滿天（英语：Snowfall (horse)） (2021)、旋乾轉坤 (2025)
- 皇宮錦標（英语：Palace House Stakes） - (1) - 獨掌全權 (2014)
- 短途錦標（英语：Sprint Stakes） - (1) - 巧取豪奪 (2014)
- 蘇拿里奧錦標（英语：Solario Stakes） - (1) - 愛奔騰 (2014)
- 阿斯頓園錦標（英语：Aston Park Stakes） - (3) - 千里鏡 (2015)、晶瑩汪洋 (2018、2019)
- 巴林錦標（英语：Bahrain Trophy） - (1) -  國會大樓 (2016)
- 沙丘園經典預賽（英语：Sandown Classic Trial） - (2) - 期中考 (2016)、Swagman (2025)
- 光榮錦標（英语：Glorious Stakes） - (3) - Kings Fete (2016)、詩人之言 (2017)、玄舞幻步 (2018)
- 卓威爾雌馬錦標（英语：Chartwell Fillies' Stakes） - (2) - Mix And Mingle (2017)、聖駒 (2023)
- 英聯邦盃預賽錦標（英语：Pavilion Stakes） - (2) - 軍威盛 (2018)、龍行駒 (2021)
- 史德素錦標（英语：Strensall Stakes） - (1) - 品德高尚 (2019)
- 大奧密錦標（英语：Diomed Stakes） - (3) - 品德高尚 (2019)、莊嚴真相 (2023)、李花盛放 (2025)
- 妮爾基雲錦標（英语：Nell Gwyn Stakes） - (1) - 聖駒 (2021)
- 摩金錦標（英语：Molecomb Stakes） - (2) - 披甲氣盛 (2021) 、伊妙女 (2025)
- 奧爾巴尼錦標（英语：Albany Stakes (Great Britain)） - (2) - 凝神靜想 (2022) 、守護女仙 (2024)
- 愛百靈錦標（英语：Abernant Stakes） - (1) - 嫉惡如仇 (2023)
- 秋季錦標（英语：Autumn Stakes (Great Britain)） - (1) - 懾人巨作 (2024)
- 薛夫頓伯爵錦標（英语：Earl of Sefton Stakes） - (1) - 李花盛放 (2025)

- 薩雷錦標（英语：Surrey Stakes） - (2) - 佳力達 (2005)、Well Acquainted (2013)
- 歐洲自由讓賽（英语：European Free Handicap） - (3) - Kamakiri (2005)、Shifting Power (2014)、多佛白壁 (2017)
- 拉利錦標（英语：Radley Stakes） - (1) - Party (2006)
- 當世盃錦標（英语：Doonside Cup） - (1) - Mashaahed (2006)
- 史雲頓錦標（英语：Steventon Stakes） - (2) - 傳奇英雄 (2006)、拔尖生(2011)
- 遠飛錦標（英语：Barry Hills Further Flight Stakes） - (2) - Frank Sonata (2006)、Testosterone (2013)
- 雌馬預賽錦標（英语：Fillies' Trial Stakes） - (4) - Scottish Stage (2006)、Crystal Zvezda (2015)、Natavia (2017)、熱心 (2023)
- 薔薇錦標（英语：Roses Stakes） - (1) - Captain Gerrard (2007)
- 溫特沃斯錦標（英语：Wentworth Stakes） - (1) - Galeota (2007)
- 士嘉堡錦標（英语：Scarbrough Stakes） - (5) - Galeota (2007、2008)、金又來 (2017)、等邊形 (2019)、馬納肯村 (2022)
- 雌馬錦標（英语：Coral Distaff） - (4) - Selinka (2007)、草莓甜酒 (2009)、不可或缺（英语：Integral (horse)） (2013)、盛望才女 (2022)
- 高多芬錦標（英语：Godolphin Stakes） - (2) - Galactic Star (2007)、公佈 (2018)
- 八月錦標（英语：August Stakes） - (1) - 西國明月 (2008)
- 泛光錦標（英语：Floodlit Stakes） - (1) - 西國明月 (2008)
- 寶心錦標（英语：Bosra Sham Stakes） - (1) - 小禮物 (2008)
- 希望錦標（英语：Hopeful Stakes (Great Britain)） - (1) - Edge Closer (2008)
- 伊沙錦標（英语：Esher Stakes） - (3) - Distinction (2008)、Desert Sea (2009)、紅翠 (2021)
- 節日錦標（英语：Festival Stakes (Great Britain)） - (2) - 六十年代 (2008)、Class Is Class (2010)
- 獵犬錦標（英语：Buckhounds Stakes） - (2) - 西國明月 (2008)、艾肯 (2012)
- 基金錦標（英语：Foundation Stakes） - (3) - 大戶之家 (2008)、富麗堂皇 (2013 、2014)
- 希倫錦標（英语：Heron Stakes） - (4) - Redolent (2008)、木工大師 (2014)、代代為王 (2015)、加富駒 (2017)
- 魏德禮錦標（英语：Pat Eddery Stakes） - (1) - 利得寶 (2009)
- 十月錦標（英语：October Stakes） - (1) - Golden Stream (2009)
- 塔普斯特錦標（英语：Tapster Stakes） - (2) - Mad Rush (2009)、碧海映月 (2012)
- 沃爾弗頓錦標（英语：Wolferton Stakes） - (2) - Perfect Stride (2009)、 牛頓爵士 (2016)
- 天堂錦標（英语：Paradise Stakes） - (2) - Perfect Stride (2009)、 創意詩聖 (2016)
- 遊樂錦標（英语：Leisure Stakes） - (3) - 卡通飛機 (2009)、流連夢境 (2019、2021)
- 屈敬咸錦標（英语：Wokingham Stakes） - (2) -  High Standing (2009)、龍行駒 (2022)
- 阿基斯里錦標（英语：Achilles Stakes） - (1) - High Standing (2010)
- 嶺飛橡樹預賽（英语：Lingfield Oaks Trial） - (2) - Dyna Waltz  (2010)、七重天 (2016)
- 胡芬娜夫人錦標（英语：Lady Wulfruna Stakes） - (4) - Dunelight  (2010)、Second Thought (2018)、巿區地標 (2020)、美酒贈母 (2021)
- 野花錦標（英语：Wild Flower Stakes） - (1) - Barbican (2011)
- 車士達橡樹錦標（英语：Cheshire Oaks (horse race)） - (6) - Wonder of Wonders (2011)、鑽寶雙輝 (2015)、Somehow (2016)、巫師杖 (2018)、六月相思 (2022)、壓陣妙舞 (2023)
- 卓斯咸錦標（英语：Chesham Stakes） - (5) - Maybe (2011)、邱吉爾（英语：Churchill (horse)） (2016)、九月天 (2017)、馳騁戰場 (2020)、海角遠景 (2021)
- 聯歡錦標（英语：Gala Stakes） - (2) - Class Is Class (2011)、火花燃點 (2017)
- 曲詞雌馬錦標（英语：Lyric Stakes） - (1) - Nouriya (2012)
- 春季盃錦標（英语：Spring Cup (horse race)） - (1) - Gusto (2012)
- 嶺飛打吡預賽（英语：Lingfield Derby Trial） -  (4) - 利維斯島 (2013)、東非屋脊 (2015)、御用畫匠（英语：Anthony Van Dyck (horse)） (2019)、眾國聯合 (2022)
- 國家錦標（英语：National Stakes (Sandown Park)） - (2) - 利先來 (2013)、全球嘉許 (2016)
- 雲裳錦標（英语：Height of Fashion Stakes） - (2) - Elik (2013)、Mori (2017)
- 迪河錦標（英语：Dee Stakes） - (6) -  魔術大師 (2013)、莫赫懸崖 (2017)、演奏家 (2018)、大競賽場（英语：Circus Maximus (horse)） (2019)、罕世寶 (2022)、安東聖者 (2023)、浪漫戰神 (2024)
- 施素爾爵士錦標（英语：Sir Henry Cecil Stakes） - (2) - Table Rock (2014)、秘方妙丹 (2023)
- 雅森錦標（英语：Fred Archer Stakes） - (1) - Gospel Choir (2015)
- 加拿芬錦標（英语：Carnarvon Stakes） - (1) - 非凡日 (2015)
- 溫莎堡錦標（英语：Windsor Castle Stakes） - (3) - 華府 (2015)、南部山丘 (2019)、大熊仔 (2022)
- 費爾頓錦標（英语：Feilden Stakes） - (1) - 南加暴風 (2016)
- 龐弗里特錦標（英语：Pomfret Stakes） - (1) - 心意傳達 (2016)
- 新市場錦標（英语：Newmarket Stakes） - (1) - 二疊紀 (2017)
- 卡梅奇錦標（英语：Cammidge Trophy） - (1) - 圖彼族 (2017)
- 唐加士達一哩錦標（英语：Doncaster Mile Stakes） - (1) - 良伴同行 (2017)
- 潘德法城堡錦標（英语：Pontefract Castle Stakes） - (2) - Abingdon (2017)、千載繁華 (2021)
- 英皇查理斯二世錦標（英语：King Charles II Stakes） - (1) -  Surf Dancer (2020)
- 必發龍錦標（英语：Pipalong Stakes） - (2) - Romola (2020)、爍爍靈光 (2021)
- 紀塞斯錦標（英语：Galtres Stakes） - (1) - 伊城小村 (2022)

- 俄國皇儲讓賽（英语：Cesarewitch Handicap） - (1) -  Miss Fara (2002)
- 維多利亞盃（英语：Victoria Cup (horse race)） - (1) - Partners In Jazz (2006)
- 十一月讓賽（英语：November Handicap） - (1) - Malt or Mash (2007)
- 英皇佐治五世錦標（英语：King George V Stakes） - (1) - Colony (2008)
- 愛丁堡公爵錦標（英语：Duke of Edinburgh Stakes） - (5) - Sugar Ray (2008)、卓識高見 (2013)、革命之春 (2014)、報達 (2019)、快手出招 (2023)
- 賓伯里盃（英语：Bunbury Cup） - (3) - Plum Pudding (2009)、怡人山色 (2012)、機師奇遇 (2023)
- 亞歷珊卓皇后錦標（英语：Queen Alexandra Stakes） - (5) - 寶利高 (2010)、多產作家 (2012)、拼勁心 (2014)、層層遞進 (2021)、天初亮 (2023)
- 雅士谷錦標（英语：Ascot Stakes） - (3) - 多產作家 (2012)、貢多武將 (2015)、何必選擇 (2017)
- 大不列顛錦標（英语：Britannia Stakes） - (3) - Fast Or Free (2012)、和平特使 (2015)、論文 (2022)
- 短途讓賽（英语：Epsom Dash） - (1) - 夜戰 (2013)
- 車士達盃（英语：Chester Cup） - (2) - 父親大人 (2014)、花旗麗都 (2022)
- 皇家狩獵盃（英语：Royal Hunt Cup） - (1) -  創意詩聖 (2015)
- 倫敦金盃 - (4) - 原始森林 (2014)、歲月洗禮 (2015)、月桂橋 (2021)、難以置信 (2023)

 法國
- 皇家橡樹大賽（英语：Prix Royal-Oak） - (2) - Allegretto (2007)、請問（英语：Ask (horse)） (2009)
- 紀爾斯大賽（英语：Prix Maurice de Gheest） - (1) - 皇帝特使 (2009)
- 聖格盧大賽（英语：Grand Prix de Saint-Cloud） - (2) - 西國明月 (2009)、 小說名家 (2013)
- 凱旋門大賽 - (2) - 勞動力（英语：Workforce (horse)） (2010)、艷跡可尋（英语：Found (horse)） (2016)
- 法國打吡大賽 - (2) - 幻想大亨（英语：The Grey Gatsby） (2014)、印象創新 (2025)
- 馬素爾大賽（英语：Prix Marcel Boussac） - (2) - 艷跡可尋（英语：Found (horse)） (2014)、巴利多爾 (2015)
- 嘉登大賽（英语：Prix du Cadran） - (3) - 高戰意 (2014)、饒舌達人（英语：Kyprios (horse)） (2022、2024)
- 準則國際錦標（英语：Critérium International (horse race)） - (2) - 中產畫匠 (2015)、Twain (2024)
- 法國二千堅尼（英语：Poule d'Essai des Poulains） - (2) - 啹喀兵（2016）、馬蒂斯（2025）
- 尚盧利加迪大賽（英语：Prix Jean-Luc Lagardère） - (1) - 心甘情願 (2017)
- 羅斯齊爾德大賽（英语：Prix Rothschild） - (2) - 果占卷（英语：Roly Poly (horse)） (2017)、后土 (2021)
- 巴黎大賽（英语：Grand Prix de Paris） - (2) - 植物園（英语：Kew Gardens (horse)） (2018) 、日出之國（英语：Japan (horse)） (2019)
- 隆尚磨坊大賽（英语：Prix du Moulin de Longchamp） - (1)  - 大競賽場（英语：Circus Maximus (horse)） (2019)
- 聖雅麗莉錦標（英语：Prix Saint-Alary） - (1) - 出群 (2022)
- 莊柏德大賽（英语：Prix Jean Prat） - (1) - 暗色主義（英语：Tenebrism (horse)） (2022)
- 莫尼大賽（英语：Prix Morny） - (2) - 爭雄掠寶 (2022)、神態活現 (2024)

- 福伊錦標（英语：Prix Foy） - (1) - 西國明月 (2009)
- 賈嘉利大賽（英语：Prix Kergorlay）- (1) - 搖滾專輯 (2012)
- 夏葛特錦標（英语：Prix d'Harcourt） - (1) - 愛加深 (2015)
- 奧南奴錦標（英语：Prix Guillaume d'Ornano） - (1) - 遠近馳名 (2017)
- 紹德奈錦標（英语：Prix Chaudenay） - (1) - 啟示聖典 (2022)

- 六星完美錦標（英语：Prix Six Perfections） - (2) - 定情一吻  (2021)、車域名軒 (2022)
- 奧蘭傑斯錦標（英语：Prix de Ris-Orangis） - (1) - 嫉惡如仇 (2022)
- 卡堡錦標（英语：Prix de Cabourg） - (1) - 南極洲 (2022)
- 里維錦標（英语：Prix de Lieurey） - (1) - 定情一吻 (2022)
- 康特錦標（英语：Prix de Condé） - (1) - 永多利道 (2022)
- 拜倫錦標（英语：Prix Thomas Bryon） - (1) - 浪接浪 (2022)
- 包添錦標 - (1) - 怒火馴駒 (2024)

- 蒂貝維爾錦標 - (1) - Star Terms (2019) [8]
- 嘉樂時錦標 - (1) - 快活夜 (2022) [9]

 德國
- 巴伐利亞大賽（英语：Bayerisches Zuchtrennen） - (1) - 凌駕力 (2008)

- 德國二千堅尼（英语：Mehl-Mülhens-Rennen） - (1) -  安駒 (2016)

 香港
- 女皇盃 - (1) - 百威勝 (2009)
- 香港盃 - (2) - 飛雪仙蹤 (2010)、滿樂時 (2016)
- 香港一哩錦標 - (1) - 滿樂時 (2015)
- 香港瓶 - (3) - 高地之舞 (2015、2017)、業界巨頭（英语：Mogul (horse)） (2020)
- 香港短途錦標 - (2) - 野田重擊 (2020)、福逸 (2022)

- 香港經典一哩賽 - (1) - 首飾太陽 (2016)
- 香港經典盃  - (1) - 首飾太陽 (2016)
- 香港打吡大賽  - (1) - 平海福星 (2018)

 愛爾蘭
- 馬頓錦標（英语：Matron Stakes (Ireland)） - (2) - Echelon (2007)、愛思泉湧（英语：Alice Springs (horse)） (2016)
- 美寶莉錦標（英语：Pretty Polly Stakes (Ireland)） - (3) - Promising Lead (2008)、 各管各（英语：Minding (horse)） (2016)、旋轉乾坤 (2025)
- 愛爾蘭橡樹大賽（英语：Irish Oaks） - (4) - 飛雪仙蹤 (2010) 、雪滿天（英语：Snowfall (horse)） (2021)、壓陣妙舞 (2023)、Minnie Hauk (2025)
- 達德素金盃（英语：Tattersalls Gold Cup） - (4) - 信可成真 (2011)、 變魔術（英语：Magical (horse)） (2019)、盧森堡（英语：Luxembourg (horse)） (2023)、南加名城 (2025)
- 愛爾蘭一千堅尼（英语：Irish 1,000 Guineas） - (4) - Marvellous (2014)、 寒冬臘月（英语：Winter (horse)） (2017)、 綺年玉貌 (2019)、維多湖 (2025)
- 愛爾蘭冠軍錦標（英语：Irish Champion Stakes） - (5) - 幻想大亨（英语：The Grey Gatsby） (2014)、變魔術（英语：Magical (horse)） (2019)、金教堂 (2021)、盧森堡（英语：Luxembourg (horse)） (2022)、多產巨匠（英语：Auguste Rodin (horse)） (2023)
- 愛爾蘭二千堅尼（英语：Irish 2,000 Guineas） - (3) - 教堂峽谷 (2015)、 邱吉爾（英语：Churchill (horse)） (2017)、帕丁頓 (2023)
- 愛爾蘭國家錦標（英语：Vincent O'Brien National Stakes） - (1) - 邱吉爾（英语：Churchill (horse)） (2016)、蜚聲詩界 (2024)
- 愛爾蘭聖烈治錦標（英语：Irish St. Leger） - (4) - 佐治勳章（英语：Order of St George (horse)） (2017)、光榮旗幟 (2018)、饒舌達人（英语：Kyprios (horse)） (2022、2024)
- 鳳凰錦標（英语：Phoenix Stakes） - (2) - 蘇語國度 (2017)、大熊仔 (2022)
- 高利五股錦標（英语：Flying Five Stakes） - (1) - 神仙樂土 (2019)
- 莫格雅育馬錦標（英语：Moyglare Stud Stakes） - (2) - 心之所慕（英语：Love (horse)） (2019)、蘊奇寶 (2020)
- 愛爾蘭打吡大賽（英语：Irish Derby） - (3) - 多產巨匠（英语：Auguste Rodin (horse)） (2023)、南加名城 (2024)、佳駿之村（英语：Lambourn (horse)） (2025)

- 火車路錦標（英语：Railway Stakes (Ireland)） - (4) - Formosina (2010)、Painted Cliffs (2015)、貝多芬 (2018)、純愛 (2025)
- 百福錦標（英语：Blandford Stakes） - (2) - 意國影后 (2010)、出群 (2022)
- 佳寶物業錦標（英语：Kilboy Estate Stakes） - (4) - 冷艷伊人 (2013)、Mango Diva (2014)、變魔術（英语：Magical (horse)） (2018)、荷花滿塘 (2022)
- 百利錢錦標（英语：Balanchine Stakes） - (6) - Most Beautiful (2015)、 果占卷（英语：Roly Poly (horse)） (2016)、 愛心奇美 (2017)、 白璧無瑕 (2018)、Statuette (2022)、憫天女神 (2023)
- 貝爾斯福錦標（英语：Beresford Stakes） - (3) - 卡帕利島 (2016)、碩信尚武 (2017)、日出之國（英语：Japan (horse)） (2018)
- 莫爾斯橋錦標（英语：Mooresbridge Stakes） - (6) -  艷跡可尋（英语：Found (horse)） (2016)、各管各（英语：Minding (horse)） (2017)、莫赫懸崖 (2018)、變魔術（英语：Magical (horse)） (2019)、波爾明（英语：Broome (horse)） (2021)、南加名城 (2025)
- 高利五股錦標（英语：Flying Five Stakes） - (1) - 巴洛妙筆（英语：Caravaggio (horse)） (2017)
- 愛爾蘭未來錦標（英语：Futurity Stakes (Ireland)） - (5) - 演奏家 (2017)、御用畫匠（英语：Anthony Van Dyck (horse)） (2018)、軍械庫 (2019)、海角遠景 (2021)、教化寓言 (2022)
- 詩人錦標（英语：Minstrel Stakes） - (4) - 勇之義 (2017)、澳國勳章 (2021、2022)、宮廷畫匠 (2025)
- 格陵蘭錦標（英语：Greenlands Stakes） - (1) - 貿易貨輪 (2018)
- 蘇龍那威錦標（英语：Solonaway Stakes） - (2) - 敢飛 (2018)、宮廷畫匠 (2024)
- 卻拉盃（英语：Curragh Cup） - (2) - 光榮旗幟 (2018)、巧詩才 (2023)
- 金羊毛錦標（英语：Juvenile Stakes） -  (3) - 業界巨頭（英语：Mogul (horse)） (2019)、多產巨匠（英语：Auguste Rodin (horse)） (2022) 、宮廷畫匠 (2023)
- 藍寶石錦標（英语：Sapphire Stakes (Ireland)） - (1) - 堅信 (2024)
- Lanwades Stud Stakes - (1) - 開運符 (2025)

- 蓋達靈錦標（英语：Kilternan Stakes） - (3) - 大戶之家 (2007)、虎蛾機 (2020)、阿德萊川 (2023)
- 愛爾蘭國際錦標（英语：International Stakes (Ireland)） - (5) - 飛機師 (2015)、 牛頓爵士 (2016)、 中產畫匠 (2017)、 猶加敦 (2018)、鑽礦 (2022)
- 復興錦標（英语：Renaissance Stakes） - (1) - 快樂皇儲 (2016)
- 雌馬短途錦標（英语：Fillies' Sprint Stakes） - (2) - Cuff (2016)、守護女仙 (2024)
- 泰路斯錦標（英语：Tyros Stakes） - (4) - 邱吉爾（英语：Churchill (horse)） (2016)、 五角大廈 (2017)、 御用畫匠（英语：Anthony Van Dyck (horse)） (2018)、 軍械庫 (2019)
- 加連奴錦標（英语：Gallinule Stakes） - (4) - 尊駕 (2016)、離鄉別井 (2017)、古國首都 (2019)、鼓聲揚 (2023)
- 銀閃錦標（英语：Silver Flash Stakes） - (6) - Promise To Be True (2016)、心甘情願 (2017)、永續故事 (2022)、依蘭芳菲 (2023)、床邊小話 (2024)、Composing (2025)
- 李奧柏二千堅尼預賽錦標（英语：Leopardstown 2,000 Guineas Trial Stakes） - (5) - 黑海 (2016)、象徵畫風 (2018)、不再兒戲 (2019)、童話傳世 (2023)、精英拍檔 (2024)  * (賽事於2023年由表列賽升格為三級賽)
- 晏加斯錦標（英语：Anglesey Stakes） - (2) - 議和使節 (2016)、大熊仔 (2022)
- Marble Hill Stakes - (3) - 巴洛妙筆（英语：Caravaggio (horse)） (2016)、爭雄掠寶 (2022)、Albert Einstein (2025)  * (賽事於2020年由表列賽升格為三級賽)
- 鳳凰短途錦標（英语：Phoenix Sprint Stakes） - (1) - 華府 (2017)
- 飛雪仙蹤錦標（英语：Snow Fairy Stakes） - (2) - 天降甘霖 (2017)、天仙娘娘(2019)
- 愛爾蘭聖烈治預賽錦標（英语：Irish St Leger Trial Stakes） - (2) - 佐治勳章（英语：Order of St George (horse)） (2017)、南法 (2019)
- Saval Beg Stakes - (5) - 佐治勳章（英语：Order of St George (horse)） (2017、2018)、饒舌達人（英语：Kyprios (horse)） (2022、2024、2025)  * (賽事於2022年由表列賽升格為三級賽)
- 偉德公園錦標（英语：Weld Park Stakes） - (1) - 綺年玉貌 (2018)
- 聲稱錦標（英语：Alleged Stakes） - (3) - 卡帕利島 (2018)、變魔術（英语：Magical (horse)） (2019)、波爾明（英语：Broome (horse)） (2021)
- 百利斯錦標（英语：Ballysax Stakes） - (2) - 波爾明（英语：Broome (horse)） (2019)、必搏 (2021)
- 喜悅錦標（英语：Gladness Stakes） - (1) - 公爵府第 (2021)
- 美德錦標（英语：Meld Stakes） - (2) - 日出之國（英语：Japan (horse)） (2021)、宮廷畫匠 (2024)
- 德雲巿育馬打吡預賽（英语：Derrinstown Stud Derby Trial） - (2) - 必搏 (2021)、石器時代 (2022)
- 愛爾蘭一千堅尼預賽（英语：Irish 1,000 Guineas Trial） - (2) - 	貞德女傑 (2021)、往昔事 (2022)
- 公園快線錦標（英语：Gladness Stakes） - (1) - 后土 (2022)
- 皇家馬鞭錦標（英语：Royal Whip Stakes） - (1) - 盧森堡（英语：Luxembourg (horse)） (2022)
- 李奧柏一千堅尼預賽錦標（英语：Leopardstown 1,000 Guineas Trial Stakes） - (1) - 永續故事 (2023)

- 慶典錦標（英语：Celebration Stakes） - (1) - Pirateer (2011)
- 比基夫錦標（英语：Belgrave Stakes） - (1) - Fleet Review (2018)
- 好收成錦標（英语：Vintage Crop Stakes） - (3) - 佐治勳章（英语：Order of St George (horse)） (2018)、饒舌達人（英语：Kyprios (horse)） (2022)、巧詩才 (2023)
- 伊佳步錦標 - (1) - Blissful (2019) [10]
- 永利來錦標 - (2) - 南洋珍珠 (2019)、Interpretation (2021) [11][12]
- 高崗錦標（英语：Cork Stakes） - (1) -  暗色主義（英语：Tenebrism (horse)） (2023)
- 蘭利賓錦標（英语：Lenebane Stakes） - (1) -  諜探 (2023)

 意大利
- 意大利準則大賽（英语：Gran Criterium） -  (1) - 火花 (2007)

- 愛蓮娜及古文利錦標（英语：Premio Elena e Sergio Cumani）- (1) - Whazzis (2007)

 日本
- 女皇伊利沙伯二世盃 - (2) - 飛雪仙蹤 (2010、2011)
- 朝日盃未來錦標 - (2) - Asia Express (2013)、 戰舞者 (2019)
- 日本盃 - (2) - 貴婦人 (2013)、飄揚青帆 (2022)
- 一哩冠軍賽 - (1) - 滿樂時 (2015)
- 秋季天皇賞 - (1) - 滿樂時 (2016)
- 日本冠軍盃 - (1) - 金色夢 (2017)

- 阪神盃 - (1) - 實際影響 (2013)
- 東京體育盃兩歲馬錦標 - (2) -  里見皇冠 (2014)、 鐵鳥翱天 (2019)
- 長途錦標 - (3) - 阿爾拔  (2015、2016、2017)

- 武蔵野錦標 - (1) - Ijigen (2012)
- 鑽石錦標 - (1) - 阿爾拔 (2017)

- 洛陽錦標 - (1) - 里見阿瑟 (2018) [13]

 阿聯酋
- 杜拜草地大賽 - (2) - 百威勝 (2011)、不撓真鋼 (2016)
- 杜拜司馬經典賽 - (1) - 貴婦人 (2014)
- 阿喬斯短途錦標 - (1) - 闊氣少爺 (2021)
- 杜拜金莎軒錦標 - (1) - 交響大師 (2023)

- 維迪角錦標（英语：Cape Verdi (horse race)） - (1) - Festive Style (2004)
- 奧費希迪堡錦標（英语：Al Fahidi Fort (horse race)） - (1) - 叫座之星 (2010)
- 傑貝哈特錦標 - (1) - 百威勝 (2010)
- 域斯迪雅錦標（英语：Al Rashidiya (horse race)） - (1) - 百威勝 (2011)
- 杜拜黃金之都錦標（英语：Dubai City of Gold） - (1) - 至勁寶 (2013)
- 阿聯酋打吡 - (2) - 喜蓮巨星 (2013)、酒國琴音 (2018)
- 高多芬一哩賽 - (1) - 強勁搖滾 (2018)
- 杜拜金盃 - (2) - 波爾明（英语：Broome (horse)） (2023)、英宮塔堡 (2024)

- 納哈爾塔錦標（英语：Burj Nahaar） - (1) - Cherry Pickings (2004)
- 麥通第一輪挑戰賽（英语：Al Maktoum Challenge, Round 1） - (1) - 神道邦 (2004)
- 域斯迪雅錦標（英语：Al Rashidiya (horse race)） - (1) - 凌駕力 (2006)
- 麥通次輪挑戰賽（英语：Al Maktoum Challenge, Round 2） - (1) - Kandidate (2007)
- 北風錦標（英语：Mahab Al Shimaal） - (2) - 極速挑戰(2007)、叫座之星 (2011)

 美國
- 育馬者盃草地大賽 - (5) - 水到渠成（英语：Conduit (horse)） (2008、2009)、 魔術大師 (2013)、艷跡可尋（英语：Found (horse)） (2015)、多產巨匠（英语：Auguste Rodin (horse)） (2023)
- 育馬者盃兩歲馬草地大賽 - (7）- 寫佳績 (2011)、 溫哥華 (2012)、 一放絕塵 (2015)、 酒國琴音 (2017)、永多利道 (2022)、不容置疑 (2023)、馬蒂斯 (2024)
- 比華利錦標（英语：Beverly D. Stakes） - (3) - 冷艷伊人（英语：Dank (horse)） (2013)、 歐洲查寧 (2014)、Santa Barbara (2021)
- 育馬者盃雌馬草地大賽（英语：Breeders' Cup Filly & Mare Turf） - (2) - 冷艷伊人（英语：Dank (horse)） (2013)、戰神日 (2022)
- 秘書處錦標（英语：Secretariat Stakes） - (1) - 阿德萊市 (2014)
- 貝蒙橡樹大賽（英语：Belmont Oaks） - (2) - 雅典女衛 (2018)、Santa Barbara (2021)
- 貝蒙打吡大賽（英语：Belmont Derby） - (1) - 翩然舞姿 (2021)
- 育馬者盃兩歲雌馬草地大賽 -  (2) -  凝神靜想 (2022)、維多湖 (2024)

 澳洲
- 覺士盾 - (1) - 阿德萊市 (2014)
- 墨爾本盃 - (1) - 貿保強者 (2014)
- 麥堅倫錦標（英语：LKS Mackinnon Stakes） - (1) - 巫師杖 (2019)
- 蘭威錦標（英语：Ranvet Stakes） - (1) - 譽滿杜拜 (2023)
- 金拖鞋大賽（英语：Golden Slipper Stakes） -  (1) - 核心 (2023)

- 滿利谷金盃（英语：Moonee Valley Gold Cup） - (1) - 狩獵號角 (2019)

- 維省女皇伊利沙伯錦標（英语：Queen Elizabeth Stakes (VRC)） - (1) - 真我本色 (2019)

 加拿大
- 加拿大國際錦標（英语：Canadian International Stakes） - (3) - 搖滾專輯 (2013)、 名山之星 (2014)、 原始森林（2015）
- 戴萊錦標（英语：E. P. Taylor Stakes） - (1) -  Curvy (2015)

 沙地阿拉伯
- 紅海草地讓賽 - (1) - 英宮塔堡 (2024)

## 在港策騎資料
|                      | 日期           | 賽事                              | 場地 | 馬場     | 馬名     | 練馬師 | 名次 | 獨贏賠率 |
| -------------------- | -------------- | --------------------------------- | ---- | -------- | -------- | ------ | ---- | -------- |
| 初出賽               | 2003年12月14日 | 一級賽 - 1000米（香港短途錦標）   | 草地 | 沙田馬場 | 蹄特靈   | 鮑達禮 | 7    | 99       |
| 首勝利               | 2009年4月26日  | 一級賽 - 2000米（女皇盃）         | 草地 | 沙田馬場 | 百威勝   | 古萬尼 | 1    | 3.9      |
| 級際賽初出賽         | 2003年12月14日 | 一級賽 - 1000米（香港短途錦標）   | 草地 | 沙田馬場 | 蹄特靈   | 鮑達禮 | 7    | 99       |
| 級際賽首勝利         | 2009年4月26日  | 一級賽 - 2000米（女皇盃）         | 草地 | 沙田馬場 | 百威勝   | 古萬尼 | 1    | 3.9      |
| 一級賽初出賽         | 2003年12月14日 | 一級賽 - 1000米（香港短途錦標）   | 草地 | 沙田馬場 | 蹄特靈   | 鮑達禮 | 7    | 99       |
| 一級賽首勝利         | 2009年4月26日  | 一級賽 - 2000米（女皇盃）         | 草地 | 沙田馬場 | 百威勝   | 古萬尼 | 1    | 3.9      |
| 四歲系列經典賽初出賽 | 2013年3月17日  | 一級賽 - 2000米（香港打吡大賽）   | 草地 | 沙田馬場 | 金秋     | 胡森   | 6    | 16       |
| 四歲系列經典賽首勝利 | 2016年1月24日  | 一級賽 - 1600米（香港經典一哩賽） | 草地 | 沙田馬場 | 首飾太陽 | 蔡約翰 | 1    | 9.2      |

## 成就

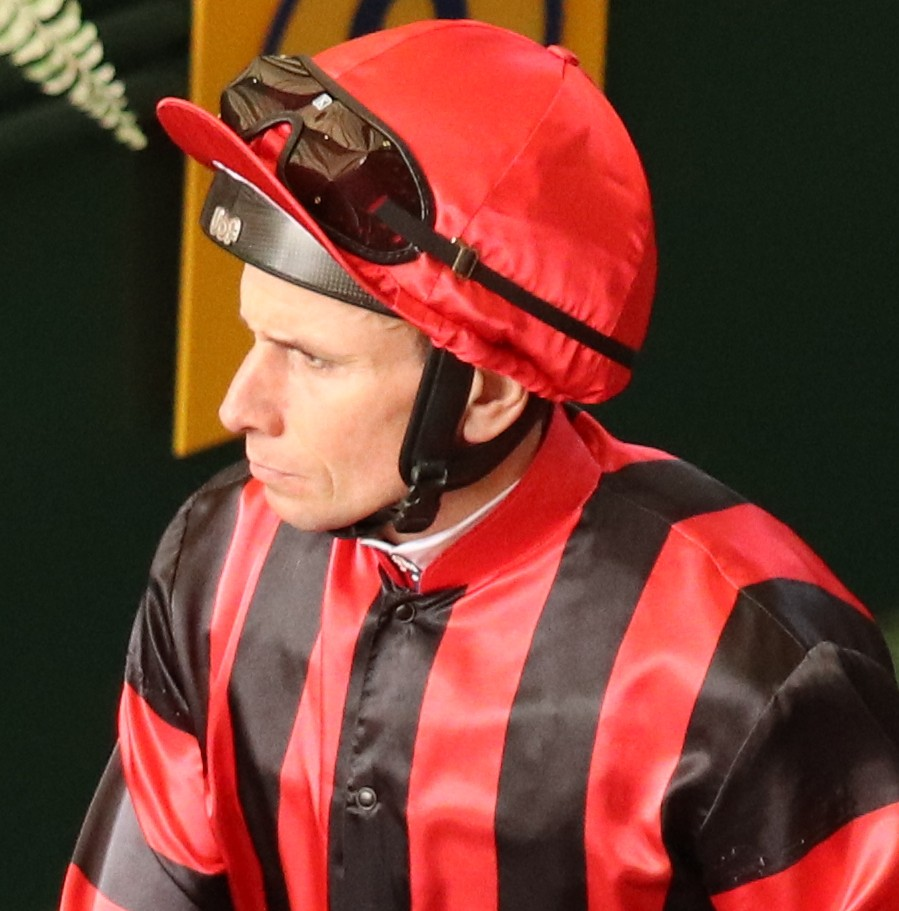
2025年3月23日，莫雅策騎「米奇」角逐香港打吡大賽2025

- 英國冠軍見習騎師（英语：British flat racing Champion Apprentice） - (1) - (2003年)
- 識價盃銀馬鞍獎（英语：Shergar Cup#Past winners） - (1) - (2006年)
- 英國冠軍騎師（英语：British flat racing Champion Jockey） - (3) - (2006年、2008年、2009年)
- 國際騎師錦標賽冠軍 - (2) - (2009年、2010年)
- 世界超級騎師大賽冠軍 - (1) - (2010年)
- 國際騎師錦標賽季軍 - (1) - (2012年)
- 浪琴錶全球最佳騎師獎 - (4) - (2014年、2016年、2021年、2023年)
- 國際騎師錦標賽亞軍 - (3) - (2015年、2016年、2019年)

## 家族
莫雅父親莫加里（與澳洲練馬師摩加利同名同姓）是前障礙賽騎師及現任練馬師，弟弟莫占美是障礙賽騎師，胞妹Hayley Moore則是英國天空體育賽馬台賽馬記者。

## 外部連結
- 莫雅簡介